# Liste antiker Romane
Die folgende Liste erfasst sogenannte antike Romane, d. h. erzählende, romanartige Werke der griechischen und lateinischen Schriftsteller der Antike. Da die byzantinische Literatur weitgehend in der antiken Tradition steht, werden auch Werke byzantinischer Schriftsteller erfasst.
| Autor                    | Titel                                          | Originaltitel                                                        | Entstehungszeit / Bemerkungen                     |
| ------------------------ | ---------------------------------------------- | -------------------------------------------------------------------- | ------------------------------------------------- |
| (anonym)                 | Alexanderroman                                 |                                                                      | ab 4. Jahrhundert                                 |
| (anonym)                 | Geschichte von Apollonius, dem König von Tyros | Historia Apollonii regis Tyri                                        | 3. Jahrhundert                                    |
| Achilleus Tatios         | Leukippe und Kleitophon                        | Τὰ κατὰ Λευκίππην καὶ Κλειτοφῶντα Ta kata Leukippen kai Kleitophonta | 2. Jahrhundert                                    |
| Antonios Diogenes        | Wunderdinge jenseits von Thule                 | Τὰ ὑπὲρ Θούλην ἄπιστα Ta hyper Thulen apista                         | 2. Jahrhundert                                    |
| Apuleius                 | Metamorphosen oder Der goldene Esel            | Metamorphoseon libri XI oder Asinus aureus                           | circa 170 / enthält die Erzählung Amor und Psyche |
| Chariton von Aphrodisias | Chaireas und Kallirrhoë                        | Τὰ περὶ Χαιρέαν καὶ Καλλιρρόην Ta peri Chairean kai Kallirrhoën      | 1. oder 2. Jahrhundert                            |
| Euhemeros                | Heilige Schrift                                | Ἱερὰ Ἀναγραφή Hierà Anagraphḗ                                        | 3. oder 4. Jahrhundert                            |
| Eustathios Makrembolites | Hysmine und Hysminias                          | Τὰ καθ' Ὑσμίνην καὶ Ὑσμινίαν Ta kath Hysminen kai Hysminian          | 12. Jahrhundert                                   |
| Heliodoros von Emesa     | Theagenes und Charikleia                       | Αἰθιοπικά Aithiopiká                                                 | 3. Jahrhundert                                    |
| Iamblichos               | Babylonische Geschichten                       | Βαβυλωνιακά Babyloniaka                                              | 2. Jahrhundert                                    |
| Konstantin Manasses      | Aristander und Kalithea                        |                                                                      | 12. Jahrhundert                                   |
| Lollianos                | Phönizische Geschichten                        | Φοινικικά Phoinikika                                                 | vor 2. Jahrhundert                                |
| Longos                   | Daphnis und Chloe                              | Δάφνιν καὶ Χλόην Daphnis kai Chloe                                   | 3. Jahrhundert                                    |
| Lukian von Samosata      | Lukios oder Der Esel                           | Λούκιος ἣ Ὄνος Lukios e Onos                                         | 2. Jahrhundert                                    |
| Niketas Eugenianos       | Drosilla und Charikles                         | Τὰ κατὰ Δροσίλλαν καὶ Χαρικλέαν Tà katà Drossílan kaì Charikléan     | 12. Jahrhundert                                   |
| Flavius Philostratos     | Lebensbeschreibung des Apollonios von Tyana    | Τὰ ἐς τὸν Τυανέα Ἀπολλώνιον Ta es ton Tyanea Apollonion              | 217–238                                           |
| Theodoros Prodromos      | Rodanthe und Dosikles                          | Τὰ κατὰ Ῥοδάνθην καὶ Δοσικλέα Ta kata Rodanthen kai Dosiklea         | 12. Jahrhundert                                   |
| Petronius                | Satyricon                                      |                                                                      | 1. Jahrhundert                                    |
| Xenophon von Ephesos     | Anthia und Habrokomes                          | Ἐφεσιακά Ephesiaka                                                   | 2. Jahrhundert                                    |

Weitere nur sehr fragmentarisch erhaltene Werke, von denen auch keine Titel überliefert sind:
- Utopie des Iambulos
- Iolaos-Roman
- Kalligone-Roman
- Ninos-Roman
- Parthenope-Roman
- Sesonchosis-Roman